# Bonapartisme

Embleem van het Eerste Franse Keizerrijk

Het bonapartisme was een politieke stroming in Frankrijk die streefde naar de restauratie van het huis Bonaparte en zijn politieke systeem, hoewel het begrip ook tegenwoordig in ruimere zin wordt gebruikt.

## Beschrijving
Het bonapartisme is de Franse politieke ideologie die er in de tweede helft van de 19e eeuw naar streefde het Tweede Franse Keizerrijk te herstellen onder het huis Bonaparte, de Corsicaanse familie van Napoleon Bonaparte (Napoleon I) en zijn neef Karel Lodewijk Napoleon Bonaparte (Napoleon III). Volgens de historicus René Rémond (Les Droits en France, 1954), die rechtse politieke stromingen in Frankrijk analyseerde, zijn het legitimisme, het orleanisme, het boulangisme en ook het latere gaullisme te zien als uitingen die overeenkomen met het bonapartisme.

### In de communistische ideologie
In meer algemene zin wordt de term bonapartisme vaak gebruikt om een vorm van manipulatie aan te duiden. In zijn essay Der 18te Brumaire des Louis Napoleon (1852) verwees Karl Marx met deze term naar een situatie waarin militairen de macht ontfutselen aan revolutionairen om de geradicaliseerde onderklasse voor eigen doeleinden te manipuleren. Terwijl het om een breed gedragen beweging lijkt te gaan, wordt in het verborgene een beperkte, maar machtige bovenklasse in stand gehouden. Volgens Marx had Napoleon III de Februarirevolutie van 1848 gecorrumpeerd, net zoals Napoleon I dat gedaan had met de Franse Revolutie van 1789.
De benaming bonapartisme werd ook gebruikt door de Russische revolutionair Leon Trotski in zijn werk Arbeidersstaat, Thermidor en Bonapartisme (1935). Ook hij gebruikte als voorbeeld de politiek van Napoleon III, nadat die in 1848 was gekozen als president van de Tweede Franse Republiek en in 1851 het Tweede Franse Keizerrijk gesticht had. Volgens Trotski is bonapartisme een vorm van politieke manipulatie om de staatsmacht terug te winnen door middel van angst. Kort gezegd: door de elite in de klassenmaatschappij bang te maken met een revolutionaire dreiging waarbij waarschijnlijk de elitaire rollen zullen worden omgedraaid, wordt de elite ertoe gebracht haar politieke invloed voor een deel op te geven en over te dragen aan de staat, in ruil voor bescherming tegen de revolutionaire dreiging.
Trotski zou ook beweerd hebben dat de Russische dictator Jozef Stalin en zijn handlanger Vjatsjeslav Molotov van deze politieke manipulatie gebruik hebben gemaakt door de arbeidersklasse angst aan te jagen, door te beweren dat als Stalin niet alle bevoegdheden geniet de Russische keizer weer kans krijgt de macht in handen te nemen. Ook de Britse schrijver George Orwell gebruikte deze vorm van tactiek in zijn meesterwerk Animal Farm.
Een synoniem voor bonapartisme in deze zin is caesarisme, waarin Julius Caesar ook dictatoriale machten kreeg door zich als "strijder voor volksbelangen" voor te doen.

## Pretendenten van de troon van Frankrijk met de familie Bonaparte

### Eerste Keizerrijk en de overgangsperiode tot 1852
| Nr. | Naam                                                                    |  | Geboren                  | Gestorven                  | Periode   | Ouders                                                                                 |
| --- | ----------------------------------------------------------------------- |  | ------------------------ | -------------------------- | --------- | -------------------------------------------------------------------------------------- |
| 1   | Napoleon I                                                              |  | 15 augustus 1769 Ajaccio | 5 mei 1821 Sint Helena     | 1814-1821 | Carlo Bonaparte (1746-1785) Maria Letizia Ramolino (1750-1836)                         |
| 2   | Napoleon II Frans Karel Jozef Napoleon Bonaparte, hertog van Reichstadt |  | 20 maart 1811 Parijs     | 22 juli 1832 Wenen         | 1821-1832 | Napoleon I (1769-1821), Maria Ludwika (1791-1847)                                      |
| 3   | Jozef (Joseph) Jozef Napoleon Bonaparte, koning van Spanje              |  | 7 januari 1768 Corte     | 28 juli 1844 Florence      | 1832-1844 | Carlo Bonaparte (1746-1785) Maria Letizia Ramolino (1750-1836)                         |
| 4   | Lodewijk (Louis) Lodewijk Napoleon Bonaparte, koning van Holland        |  | 2 september 1778 Ajaccio | 25 juli 1846 Livorno       | 1844-1846 | Carlo Maria Buonaparte (1746-1785) Maria Letizia Ramolino (1750-1836)                  |
| 5   | Napoleon III                                                            |  | 20 april 1808 Parijs     | 9 januari 1873 Chislehurst | 1846-1852 | Lodewijk Bonaparte (1778-1846), koning van Holland Hortense de Beauharnais (1783-1837) |

### Tweede Keizerrijk
| Nr. | Naam                                                              |  | Geboren                            | Gestorven                  | Periode   | Ouders                                                                                 |
| --- | ----------------------------------------------------------------- |  | ---------------------------------- | -------------------------- | --------- | -------------------------------------------------------------------------------------- |
| 5   | Napoleon III                                                      |  | 20 april 1808 Parijs               | 9 januari 1873 Chislehurst | 1870-1873 | Lodewijk Bonaparte (1778-1846), koning van Holland Hortense de Beauharnais (1783-1837) |
| 6   | Napoleon IV Napoleon Eugène Lodewijk Bonaparte                    |  | 16 maart 1856 Parijs               | 1 juni 1879 Farnborough    | 1873-1879 | Napoleon III (1808-1873), Eugénie de Montijo (1826-1920)                               |
| 7   | Napoleon V Viktor Napoleon Bonaparte, hertog van Montfort         |  | 18 juni 1862 Parijs                | 3 mei 1926 Brussel         | 1879-1926 | Jozef Napoleon Bonaparte (1822-1891) Maria Clothilde van Savoye (1843-1911)            |
| 8   | Napoleon VI Lodewijk Jérôme Victor Emanuel Leopold Marie Napoleon |  | 23 januari 1914 Brussel            | 3 mei 1997 Prangins        | 1926-1997 | Napoleon-Victor Bonaparte (1862-1926) Clementine van België (1872-1955)                |
| 9   | Napoleon VII Karel Napoleon                                       |  | 19 oktober 1950 Boulogne-sur-Seine |                            | 1997-     | Napoleon Louis Jerome Bonaparte (1914-1997) Alix de Foresta-Bonaparte                  |

### Opvolger
| Nr. | Naam                                                                  |  | Geboren                    | Ouders                                           |
| --- | --------------------------------------------------------------------- |  | -------------------------- | ------------------------------------------------ |
| 1   | Jean-Christophe Napoléon Bonaparte Jean Christophe Napoléon Bonaparte |  | 11 juli 1986 Saint-Raphaël | Jean Christophe Napoléon Bonaparte Beatrix Maria |